# Burgher
I burgher sono un gruppo etnico euroasiatico, storicamente stanziato in Sri Lanka.
Per la maggior parte è formata da discendenti per linea maschile da coloni europei insediatisi sull'isola fra il XVI secolo ed il XX secolo (perlopiù portoghesi, olandesi, tedeschi e inglesi, anche se c'è chi ha avi svedesi, norvegesi, francesi ed irlandesi).
Oggi la lingua madre dei burgher è l'inglese, ma storicamente venivano parlate altre lingue nella loro comunità, in particolare l'indo-portoghese, un creolo basato sul portoghese e il singalese.

## Demografia
Secondo il censimento del 1981, la popolazione burgher in Sri Lanka ammontava a 39,374 individui, circa lo 0,2% della popolazione totale. La maggior concentrazione di burgher si riscontra a Colombo (0,72%) e a Gampaha (0,5%). Esistono anche analoghe comunità a Trincomalee e a Batticaloa, con una stima di 20.000 individui.

## Definizione giuridica
I burgher sono giuridicamente definiti da una legge del 1883, per conto del presidente della Corte Suprema di Ceylon, Sir Richard Ottley, emessa prima che la commissione fosse stata nominata in connessione con l'istituzione di un Consiglio legislativo di Ceylon. Questa legge stabilì che i burgher fossero definiti come coloro il cui padre è nato in Sri Lanka, con almeno un antenato diretto europeo in linea paterna, indipendentemente dall'origine etnica della propria madre o di altri gruppi etnici sulla linea paterna.
A causa di questa definizione i burgher hanno quasi sempre cognomi europei (in particolar modo di origine portoghese, olandese e britannica, anche se non è raro trovare nomi di famiglia tedeschi, francesi o russi).

## Storia

Percentuali di popolazione burgher per distretto basate sui censimenti del 2001 o del 1981.

I portoghesi arrivarono in quella che chiamarono Ceylon nel 1505.
Poiché non vi erano donne nella marina portoghese, i marinai sposarono le donne locali, singalesi o tamil, di Batticaloa. Questa pratica di matrimonio misto con la popolazione locale fu incoraggiata dai portoghesi.
Quando gli olandesi assunsero il potere nel 1653 espulsero tutti i portoghesi. Tuttavia permisero ad alcuni apolidi, con antenati ebrei portoghesi (Marrani) e con antenati misti portoghesi-singalesi, di restare. Molte persone che hanno un nome portoghese sono il risultato della conversione forzata dei nativi al fine di lavorare per i portoghesi. Ergo, questi burgher dai nomi portoghesi, hanno più probabilità di essere di origine singalese, con una piccolissima porzione di natura portoghese o mista portoghese-singalese.
Gli ebrei portoghesi possono essere rintracciati in varie forme o ipotizzando dal loro cognome.
La maggioranza dei burgher con discendenza euroasiatica con i cognomi portoghesi, sono singalesi e olandesi, britannici, tedeschi, svedesi, e/o altre discendenze europee.
Durante il periodo olandese, tutte le operazioni coloniali erano monitorate dalla Compagnia olandese delle Indie orientali, (Vereenigde Oost-Indische Compagnie, VOC). Potenzialmente tutti i burghers da questo periodo erano dipendenti dalla VOC. Nella VOC erano occupati non solo cittadini olandesi, ma anche uomini arruolati dai Paesi Bassi del sud, dagli stati tedeschi, dalla Svezia, dalla Danimarca e dall'Austria. Quindi non è inusuale trovare avi provenienti da alcune di queste nazioni in molti alberi genealogici di famiglie burghers olandesi.
La parola "Burgher" deriva dalla parola olandese/tedesca Vrij Burgher, il cui significato è "libero cittadino", oppure "abitante di città". La parola è affine all'Italiano borghese.
Durante questo periodo, in Europa, stava emergendo la classe media, formata da persone che non erano né aristocratici né servi. Si trattava di commercianti e uomini d'affari, che vivevano nelle città ed erano considerati liberi cittadini. In Europa erano chiamati borghesi e venivano incoraggiati alla migrazione verso le colonie, al fine di espandere gli orizzonti finanziari.
Il Ceylon olandese aveva due classi di persone con discendenza europea: gli assoldati dalla VOC, che erano stati denominati agenti della compagnia, e coloro che erano immigrati di propria volontà per svolgere commerci personali. Questi ultimi, a Ceylon, non furono chiamati "borghesi", ma furono classificati a seconda del loro rango, posizione o condizione sull'isola.